# 米哈伊爾·雅科夫列維奇·科羅别伊尼科夫
米哈伊爾·雅科夫列維奇·科羅别伊尼科夫（俄语：Михаи́л Я́ковлевич Коробе́йников，？—1924年4月24日），20世紀初俄國白軍領袖，為雅庫特叛亂的領導者之一。
關於他在白軍中的早期事蹟不詳。1921年9月，科羅别伊尼科夫領導了雅庫特叛亂。他組織了約200名強壯的士兵，組成雅庫特人民軍，自任總司令，任命博奇卡廖夫（Bochkaryev）與克謝諾豐托夫（Ksenofontov）為首領。 1922年3月，於丘拉普恰成立臨時雅庫特地區人民政府。雅庫特人民軍存在時間為1921年9月至1923年6月。科羅別尼科夫的軍隊包圍了雅庫茨克，並於1922年3月27日占領了該城。7月底，雅庫特人民軍被逐出雅庫茨克，逃往鄂霍次克和阿揚。
8月30日，太平洋艦隊的750名志願者在阿納托利·尼古拉耶維奇·佩佩利亞耶夫將軍的帶領下，從符拉迪沃斯托克起航以前往協助起義。三天后，這支部隊在阿揚登陸，進軍雅庫茨克。至10月底，當佩佩利亞耶夫佔領了Nelkan時，他得知紅軍已從白軍手中奪取了符拉迪沃斯托克，內戰結束了。1923年6月6日，白軍殘餘勢力在鄂霍次克和阿揚附近被擊敗。
科羅别伊尼科夫及其殘餘的支持者逃往中國。此後生活在哈爾濱，並在那裡去世。